# Zulfikar Oruzgani
Zulfikar Oruzgani (* 11. September 1987) ist ein deutscher Basketballschiedsrichter.

## Leben
Oruzgani trat im Jahr 2001 der Basketballabteilung des Hamburger Vereins TSG Bergedorf bei, wirkte als Spieler und Jugendtrainer, 2006 kam er durch Boris Schmidt zur Tätigkeit des Schiedsrichters. Ende Oktober 2015 leitete er im Spiel zwischen Oldenburg und Braunschweig erstmals eine Begegnung in der Basketball-Bundesliga. Im Juli 2016 wurde Oruzgani, der Betriebswirtschaftslehre studierte und Basketballkurse an der Leuphana Universität Lüneburg leitete, in den A-Schiedsrichter-Kader des Deutschen Basketball Bundes berufen. 2017 wurde er beim Weltverband FIBA Schiedsrichter für die Basketball-Spielart „3-gegen-3“, zudem wird er im „5-gegen-5“ bei internationalen Wettkämpfen wie Jugend-Europameisterschaften, im Europapokal, der Universiade und dem „Supercup“ in Deutschland als Unparteiischer eingesetzt.